# 강원애니고등학교
강원애니고등학교(江原애니高等學校)는 대한민국 강원특별자치도 춘천시 서면 금산리에 있는 공립 고등학교이다.

## 학교 연혁
- 2007년 6월 27일 : 학교 설립 인가
- 2008년 11월 10일 : 본교 교사(校舍) 착공
- 2009년 7월 23일 : 자율학교 및 특성화고등학교 지정
- 2009년 12월 20일 : 본교 교사(校舍) 준공
- 2010년 3월 1일 : 초대 강희찬 교장 취임
- 2010년 3월 2일 : 제1회 입학식(61명 입학)
- 2013년 2월 7일 : 제1회 졸업식(57명 졸업)
- 2024년 9월 1일 : 제7대 이재섭 교장 취임
- 2024년 12월 31일 : 제13회 졸업식(54명 졸업, 졸업생 누계 749명)
- 2025년 3월 4일 : 제16회 입학식(49명 입학)

## 설치 학과
- 애니메이션과
- 만화창작과
- 방송영상과
- 문화콘텐츠과

## 참고 자료
- 강원애니고등학교 - 한국교육학술정보원 학교알리미